# Dichagyris euteles
Dichagyris euteles är en fjärilsart som beskrevs av Charles Boursin 1963. Dichagyris euteles ingår i släktet Dichagyris och familjen nattflyn. Inga underarter finns listade i Catalogue of Life.